# Ciencia ficción humorística
La ciencia ficción humorística o ciencia ficción cómica es un subgénero de la ciencia ficción que utiliza los recursos y convenciones del género para provocar un efecto cómico. La ciencia ficción humorística a menudo emula, parodia o satiriza los temas y estereotipos de la ciencia ficción, tales como la invasión alienígena de la Tierra, los viajes interestelares o la tecnología futurista. Pertenecen a este subgénero un gran número de obras creadas a partir del siglo XX, ya que es en ese momento cuando se empieza a mirar a la ciencia ficción como un género consagrado.

## Historia y características

Caricatura de un científico loco, un personaje tipo que aparecía con frecuencia en las primeras obras de ciencia ficción.

La primitiva ciencia ficción que aparecía en las revistas pulp no solía albergar historias cómicas. Una notable excepción era la serie de relatos de Pete Manx de Henry Kuttner y Arthur K. Barnes (escritores independientes que en ocasiones escribían juntos bajo el seudónimo de Kelvin Kent). Fueron publicados en la revista Wonder Stories a finales de la década de 1930 y principios de 1940. La serie tiene como protagonista a un charlatán que viaja en el tiempo y utiliza sus habilidades como estafador para salir de apuros. Dos series posteriores hicieron que Kuttner reforzase su reputación como uno de los autores más antiguos y populares de la ciencia ficción humorística: la serie de Gallegher (sobre un inventor alcohólico y su robot narcisista) y Hogben (sobre una familia de mutantes). La primera apareció en Astounding Science Fiction entre 1943 y 1948 y fue recopilada en el volumen Robots Have No Tails (Gnome, 1952), mientras que la segunda fue publicada en Thrilling Wonder Stories a finales de los años cuarenta.
En la década de los cincuenta, con el advenimiento de la ciencia ficción "social", emergen autores como Fredric Brown y Robert Sheckley, que utilizan los relatos de ciencia ficción como un medio para criticar las costumbres y la política de la época.
Probablemente el autor de “ciencia ficción humorística” más popular (siendo también uno de los más populares fuera del subgénero) es el británico Douglas Adams, creador de The Hitchhiker's Guide to the Galaxy (1979). Inicialmente esta obra nació como una radiocomedia en 1978 y pronto, debido a su éxito, se convirtió en una serie de novelas superventas. La obra de Adams no es una parodia de ninguna obra de ciencia ficción en particular, sino que utiliza los temas recurrentes de la ciencia ficción para provocar situaciones hilarantes. La primera novela, The Hitchhiker's Guide to the Galaxy, ha sido adaptada a la gran pantalla con el mismo nombre por Garth Jennings en el 2005.
Algunas obras satíricas, como Ciberíada de Stanislaw Lem, de un modo jocoso y ligero ridiculizan las historias de ciencia ficción pero al mismo tiempo revelan las debilidades humanas eternas. En la novela mencionada, se ponen de manifiesto los pequeños celos y la envidia de los científicos Trurl y Klapaucius. En obras como esta el humor se filtra a través de la humanidad de los protagonistas, sin alterar los cánones de la ciencia ficción.
No resulta sorprendente encontrar “ciencia ficción humorística” en el cine, ya que existen un gran número de ejemplos en este medio. Por lo general, parodian películas populares dentro del género como Spaceballs, parodia de Star Wars, o Galaxy Quest, parodia de Star Trek. Sin embargo, otras películas como Mars Attacks! (1996), dirigida por Tim Burton, critican los tópicos de las películas sobre invasiones marcianas. Otras películas que también mezclan humor y ciencia ficción son, por ejemplo, Back to the Future, Ghostbusters, Transformers, parte del Universo Cinematográfico de Marvel, Evolution, parte del Universo Extendido de DC,  Innerspace, parte de Star Wars, Jurassic Park o Men in Black, entre otras.
Otras también son parodias con crítica social, que buscan exhibir situaciones de decadencia, algo que puede verse en la obra cinematográfica de Mike Judge titulada La idiocracia.